# Bucerotins
Els bucerotins (Bucerotinae) són una subfamília de la família dels calaus (Bucerotidae). Està formada per tots els calaus, excepte les dues espècies terrestres.
Les espècies d'aquesta subfamília estan distribuïdes àmpliament arreu d'Àfrica i Àsia. Són ocells generalment grans o molt grans (80 - 120 centímetres de llargada), que es caracteritzen per tenir un gran bec corbat amb un gran casc buit sobre la base.

## Llistat d'espècies
Aquesta subfamília està formada per 58 espècies, distribuïdes en 13 gèneres:
- Gènere Aceros (5 espècies)
  - Aceros nipalensis.
  - Aceros cassidix.
  - Aceros corrugatus.
  - Aceros leucocephalus.
  - Calau de Walden (Aceros waldeni).

- Gènere Anorrhinus (3 espècies)
  - Anorrhinus austeni.
  - Anorrhinus tickelli.
  - Anorrhinus galeritus.

- Gènere Anthracoceros (5 espècies)
  - Anthracoceros albirostris.
  - Anthracoceros malayanus.
  - Anthracoceros montani.
  - Calau coronat (Anthracoceros coronatus).
  - Calau de Palawan (Anthracoceros marchei).

- Gènere Berenicornis (una espècie)
  - Berenicornis comatus.

- Gènere Buceros (3 espècies)
  - Calau bicorne (Buceros bicornis).
  - Calau rinoceront (Buceros rhinoceros).
  - Calau rogenc de les Filipines (Buceros hydrocorax).

- Gènere Bycanistes (5 espècies)
  - Bycanistes brevis.
  - Calau de galtes brunes (Bycanistes cylindricus).
  - Calau de galtes grises (Bycanistes subcylindricus).
  - Calau trompeter (Bycanistes bucinator).
  - Calau xiulador (Bycanistes fistulator).

- Gènere Ceratogymna (2 espècies)
  - Calau de casquet groc (Ceratogymna elata).
  - Calau de casquet negre (Ceratogymna atrata).

- Gènere Ocyceros (3 espècies)
  - Ocyceros birostris
  - Ocyceros gingalensis.
  - Ocyceros griseus.

- Gènere Penelopides (6 espècies)[2]
  - Calau tarictic (Penelopides panini).
  - Penelopides exarhatus.
  - Penelopides manillae.
  - Penelopides affinis.
  - Penelopides samarensis.
  - Penelopides mindorensis.

- Gènere Rhinoplax (una espècie)
  - Rhinoplax vigil.

- Gènere Rhyticeros (5 espècies)
  - Calau fistonat (Rhyticeros undulatus).
  - Calau papú (Rhyticeros plicatus).
  - Rhyticeros narcondami.
  - Rhyticeros subruficollis.
  - Rhyticeros everetti.

- Gènere Tockus (18 espècies)
  - Calau de bec groc (Tockus flavirostris).
  - Calau de bec negre (Tockus nasutus).
  - Calau de Decken (Tockus deckeni).
  - Tockus alboterminatus.
  - Tockus bradfieldi.
  - Tockus fasciatus.
  - Tockus hemprichii.
  - Tockus pallidirostris.
  - Tockus monteiri.
  - Tockus erythrorhynchus.
  - Tockus damarensis.
  - Tockus rufirostris.
  - Tockus ruahae.
  - Tockus kempi.
  - Tockus leucomelas.
  - Tockus jacksoni.
  - Tockus hartlaubi.
  - Tockus camurus.

- Gènere Tropicranus (una espècie)
  - Tropicranus albocristatus.